# Victor Ponta
Victor Viorel Ponta (* 20. září 1972 v Bukurešti) je rumunský politik, v letech 2010 až 2015 předseda Sociálně-demokratické strany (PSD) a v letech 2012 až 2015 rumunský premiér. V roce 2014 neúspěšně kandidoval na úřad prezidenta, když prohrál ve druhém kole s Klausem Iohannisem. V prezidentských volbách v roce 2025 skončil se ziskem 13 % hlasů na čtvrtém místě a do druhého kola voleb tak nepostoupil.

## Kariéra
Victor Ponta vystudoval na bukurešťské univerzitě. Od roku 1995 pracoval jako státní zástupce (prokurátor), od r. 1998 působil u rumunského Nejvyššího soudu v protikorupčním odboru. V r. 2001 vstoupil do vysoké politiky, a to po jmenování do čela antikorupčního výboru vlády premiéra Adriana Năstase. Od r. 2004 vystřídal několik vládních funkcí.
V roce 2010 se Ponta stal předsedou PSD.
Na přelomu roku 2011 a 2012 padla vláda premiéra Emila Boka a 7. května parlament schválil vládu Victora Ponty sestavené ze zástupců tzv. Sociálně liberální unie, koalice vzniklé spojenectvím PSD, středopravé Národně liberální strany a Konzervativní strany.

### Pontova politika ve funkci premiéra

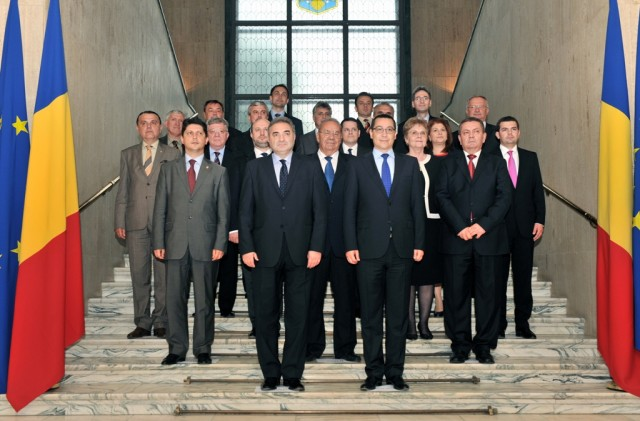
Společná fotografie vlády Victora Ponty

Ponta se soustředil na omezení restriktivních opatření, která Rumunsku doporučoval kvůli omezení rozpočtového schodku Mezinárodní měnový fond. Například pro rozpočet na rok 2014 dohodl s MMF podmínky, které nezahrnovaly žádné škrty, ale způsobily velký odpor pravicového prezidenta Traiana Băsesca kvůli zavedení nové spotřební daně na pohonné hmoty. Pontova politika celkově mířila ke zvyšování mezd a snižování některých daní. I tímto způsobem ale ozdravil rozpočet, zejména díky vysokému výběru daní. Díky stabilizaci ekonomických ukazatelů Rumunsko již v březnu 2014 ohlásilo splnění podmínek pro přijetí eura a Ponta odhadl jako jeho datum rok 2019.
V dubnu 2015 Ponta ohlásil plán zásadního snižování daně z přidané hodnoty na potraviny. K 1. červnu 2015 byla skokově snížena DPH z potravin z 24 procent na devět. Vláda tím navázala na snížení základní sazby DPH z 24 na 20 procent, jehož platnost byla stanovena na 1. ledna 2016.
V srpnu 2015, již v době, kdy byl vyšetřován kvůli korupční aféře, Pontova vláda rozhodla o zvýšení mezd lékařů a zdravotních sester o čtvrtinu.
V zahraničně-politické oblasti se Ponta angažoval např. ve vyjednání repatriační dohody o návratu francouzských Romů do Rumunska a naznačil možnost uznání nezávislosti Kosova. Po vypuknutí války na východní Ukrajině se vymezil vůči Rusku a prohlásil, že Rumunsko kvůli nebezpečí směřujícímu z Ruska posílí své vojenské síly. V souvislosti s imigrační krizí v roce 2015 Ponta souhlasil s případnými kvótami na přemístění uprchlíků výměnou za zařazení Rumunska do schengenského prostoru.
Politika jeho vlády měla autoritářské rysy, zahrnovala zavedení praxe premiérských dekretů a čistky ve státní správě a justici a stala se terčem kritiky orgánů Evropské unie. Projevilo se to zejména v mocenské krizi související s jeho sporem s prezidentem Traianem Băsescem.

### Mocenská krize v roce 2012
Pontova levicová vláda se dostávala do sporů s pravicovým prezidentem Traianem Băsescem. Ponta ho označoval za hlavního viníka tehdejší hospodářské krize. V červnu 2012 došlo ke kompetenčnímu sporu, kdo se má zúčastnit summitu Evropské unie. Spor, který řešil i ústavní soud svým rozhodnutím podporujícím právo na účast Băsesca, skončil přesto tak, že se akce zúčastnili oba politici.

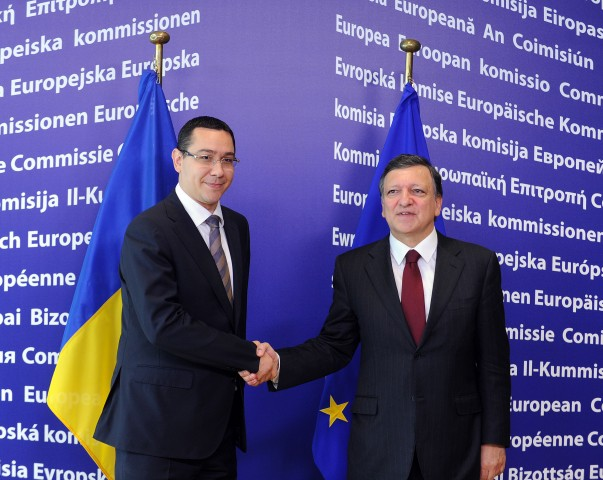
Victor Ponta se zdraví s předsedou Evropské komise José Manuelem Barrosem na summitu EU v roce 2012

Následně začal usilovat o jeho odchod z prezidentské funkce. Navrhl a v parlamentu prosadil změnu ustanovení zákona o odvolání prezidenta. Do té doby byl k odvolání prezidenta nutný souhlas většiny všech voličů, podle nové verze už jen souhlas prosté většiny. Zákon ale napadla Băsescova opozice u ústavního soudu, Ponta se projednávání před soudci vyhnul tím, že změnu provedl premiérským dekretem. Ústavní soudci se ve stejné době vůči Pontovi ohradili, že se pokouší jejich orgán rozložit, a stěžovali si oficiálně i u orgánů Evropské unie. Ponta napadal ústavní soud, že není nezávislý a že je v područí prezidenta.
Následně začal Ponta prosazovat vyvolání takového referenda. K tomu účelu vyměnil i předsedy obou parlamentních komor a ombudsmana. Poslanci vyvolání referenda schválili 6. července 2012. Referendum se uskutečnilo 29. července a pro Băsescův odchod v něm hlasovaly čtyři pětiny zúčastněných voličů. Volební komise ale oznámila, že k urnám přišlo jen 46 procent voličů, a tak nebylo referendum platné. Ponta napadl výsledek u ústavního soudu, odvolával se na to, že ve volebních seznamech bylo až půl milionu Rumunů, kteří tam již nepatřili, např. kvůli propadlým dokladům, nebo dokonce i zemřelých osob. Ústavní soud ale jeho argumenty odmítl a Băsescu tak zůstal prezidentem.

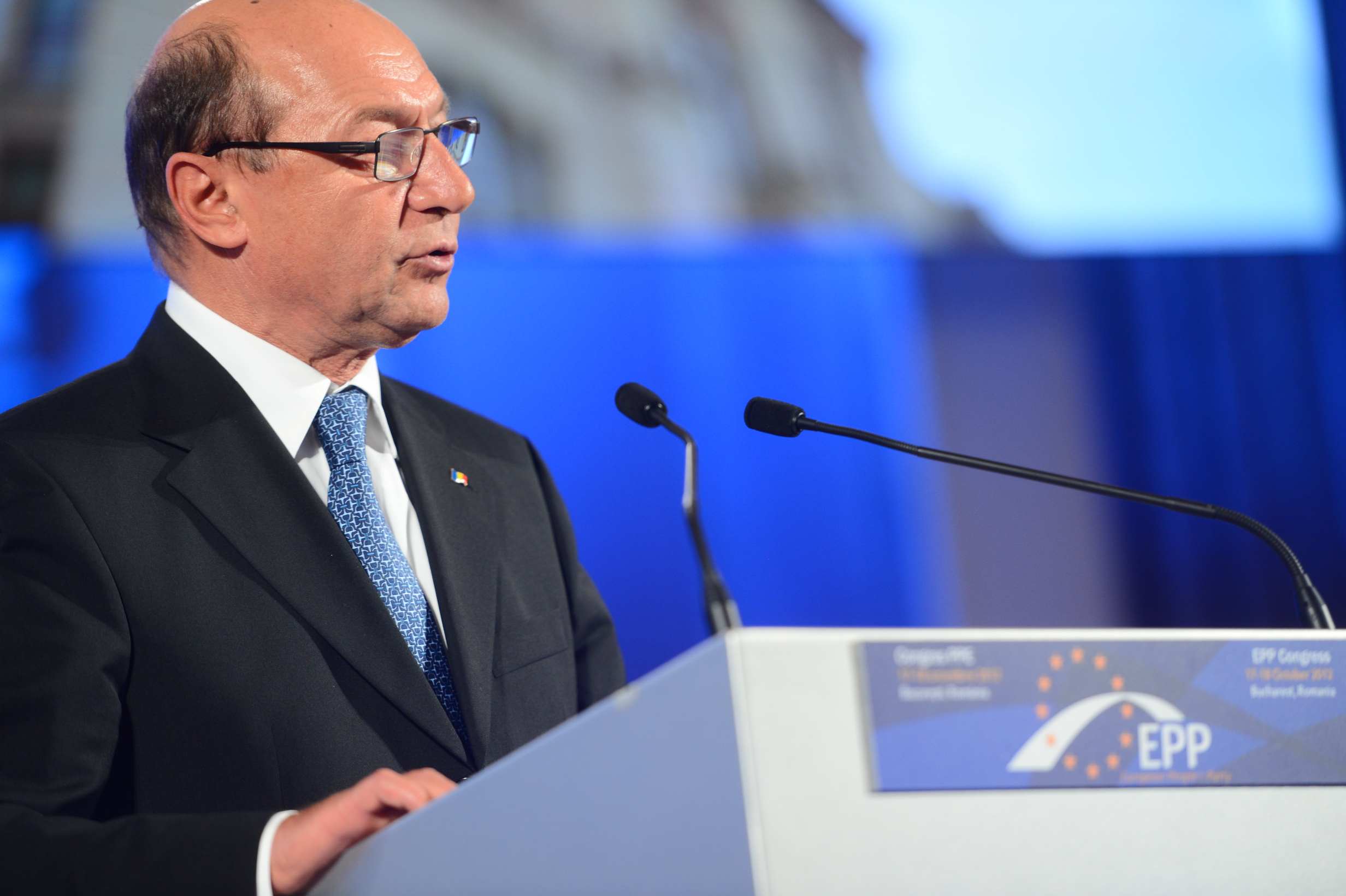
Pontův hlavní politický oponent Traian Băsescu na kongresu Evropské lidové strany v roce 2012

Situaci bedlivě sledovala Evropská komise i jednotliví evropští politici. Po vyhlášení referenda vyjádřil mluvčí komise znepokojení nad „sledem událostí a rychlostí, jakou byly přijaté“. Eurokomisařka pro spravedlnost ostře kritizovala jeho zákroky vůči ústavnímu soudu, ústavností událostí v Rumunsku se zabývala Rada Evropy. Naopak evropská frakce socialistů Pontu převážně hájila a její předseda Hannes Swoboda konstatoval, že situace v Rumunsku dosud neporušila zákony a hodnoty Evropské unie.
Nevraživost Ponty k Băsescovi se tím ale nijak nezměnila. V dubnu 2014 vyhlásil, že hned po skončení prezidentova mandátu a vypršení jeho imunity bude zahájeno stíhání pro „velké množství kauz“. O dva měsíce později vyzval Ponta Băsesca opět k rezignaci, kvůli korupční aféře prezidentova bratra. Ten byl zachycen na videozáznamu, jak si říká o úplatek za pomoc vězněnému mafiánskému bossovi Sandovi Anghelovi. Prezident popřel, že by byl do věci jakkoli zapojen a rezignovat odmítl. Băsescu v úřadu skončil 21. prosince 2014, když jeho mandát vypršel.

### Plagiátorská aféra

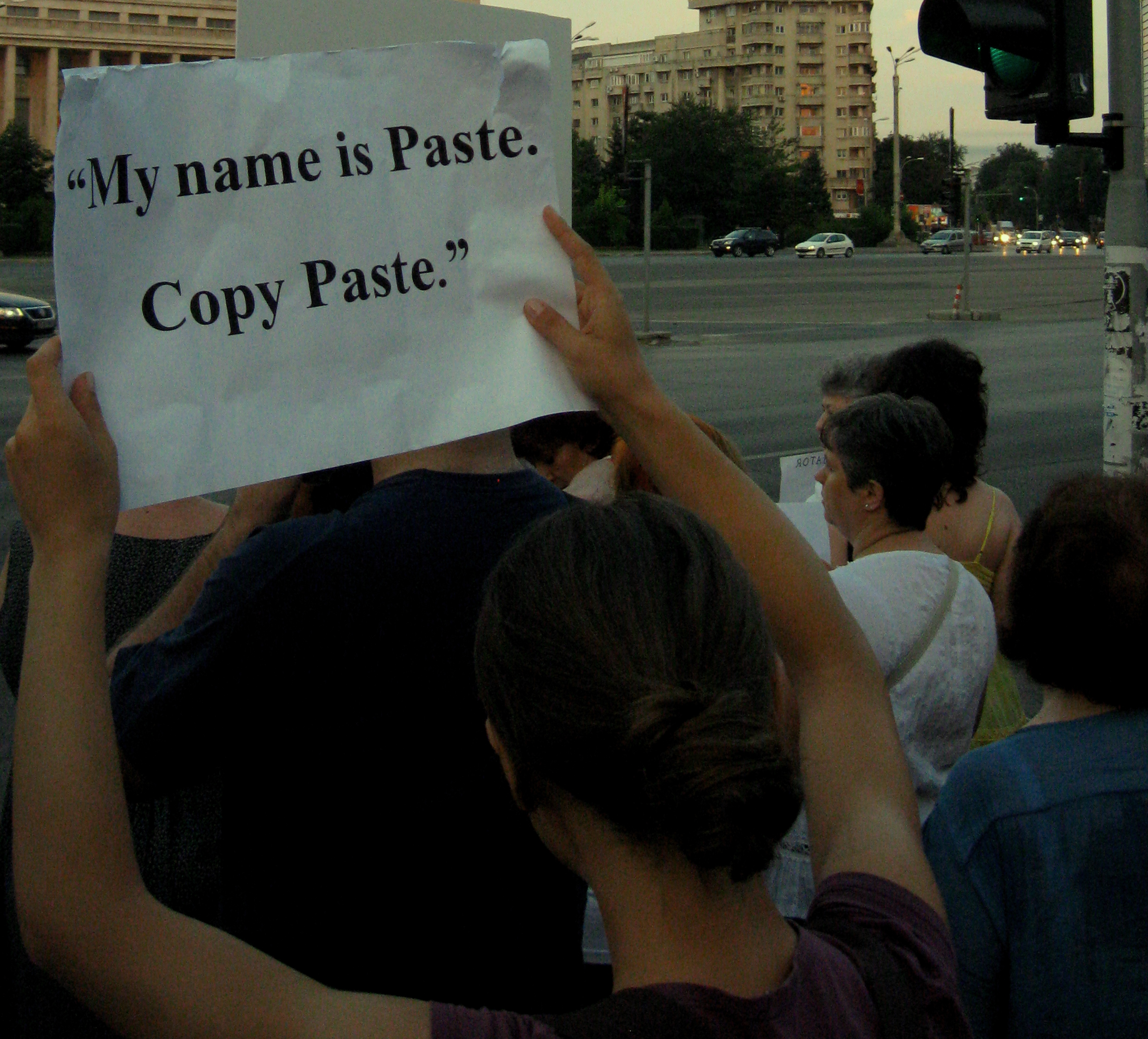
Nápis ironizující kopírování textů na demonstraci proti Pontovi v červenci 2012

V červnu 2012 vydal časopis Nature zprávu, že Ponta zkopíroval většinu své dizertace obhájené v roce 2003 na bukurešťské právnické fakultě. Více než třetina jeho práce měla být podle šetření Národní komise pro ověřování pravosti akademických titulů, diplomů a certifikátů plagiátem. Pontu ale obhájil orgán podřízený ministerstvu školství a premiér pak nechal komisi rozpustit. Označení plagiátor ho ale doprovázelo dále.
V prosinci 2014 se Ponta doktorského titulu dobrovolně vzdal. Odmítl přitom sice opět, že by se dopustil plagiátorství, ale připustil, že se měl titulu vzdát už dřív, hned jak aféra vypukla.

### Parlamentní volby 2012
Na konci roku 2012 se konaly v Rumunsku parlamentní volby. Prezident Băsescu už před nimi naznačil, že Ponta nebude jeho kandidát na post předsedy vlády, byť by volby vyhrál. Jenže socialisté volby ovládli s takovým náskokem, že Băsescu musel znovu pověřit sestavením vlády Pontu. Ve volbách do obou komor parlamentu získali zhruba tři pětiny hlasů.

### Prezidentské volby 2014

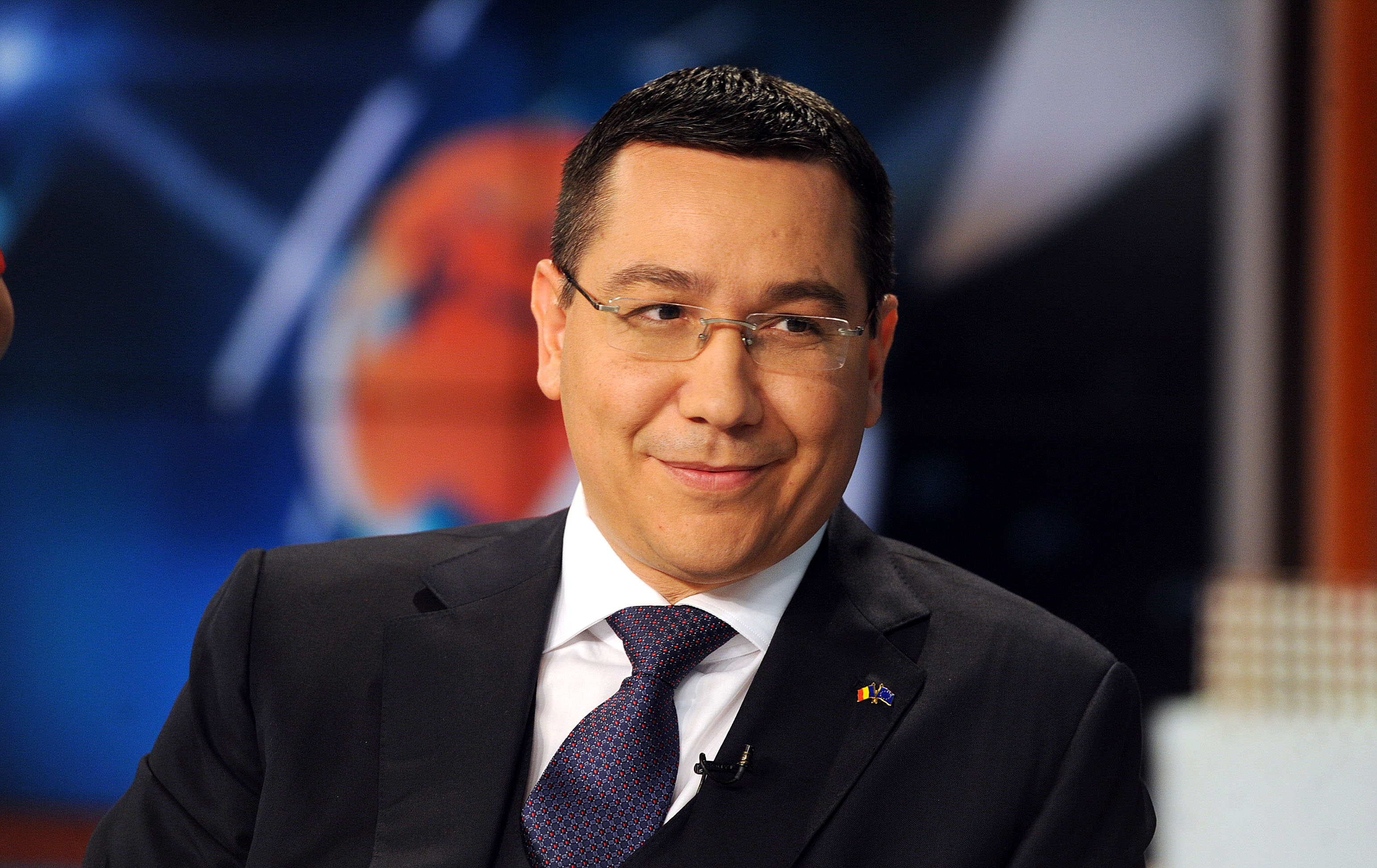
Ponta v debatě kandidátů před prezidentskými volbami v prosinci 2014

Po vypršení Băsescova mandátu se Ponta sám ucházel o prezidentský úřad. Hlavní body jeho programu odpovídaly jeho dosavadní politice ve funkci předsedy vlády a zahrnovaly posílení státní podpory pro školství a zdravotnictví, lepší uplatnění evropských dotací nebo rozvoj kapitálového trhu. Ponta byl favoritem voleb, v průzkumech si neustále udržoval podporu kolem 40 procent, což se potvrdilo i v prvním kole 2. listopadu, kde získal 40,44 procenta hlasů a jasně ho vyhrál. Protože ale nezískal nadpoloviční většinu, muselo se 16. listopadu konat druhé kolo, ve kterém byl jeho soupeřem kandidát liberálů, starosta města Sibiu s německým původem a zastánce orientace na Evropskou unii Klaus Iohannis. Ten v kampani kritizoval Pontu, že přivedl zemi do ekonomické krize.
Mezitím ale proběhly také demonstrace, které vyvolaly problémy s nedostatečnou kapacitou volebních místností v zahraničí, kvůli nimž větší množství Rumunů žijících v cizině, zpravidla Pontových odpůrců, nestačilo odevzdat svůj hlas. Důsledkem těchto protestů byla i rezignace ministra zahraničí Tita Corlățeana.
Vůči Ioannisovi se Ponta začal vymezovat způsobem, že „on je pravý Rumun“, která doplnil ostrými obviněními, že je Iohannis zapojen do obchodu s dětmi nebo agentem zahraničních tajných služeb.

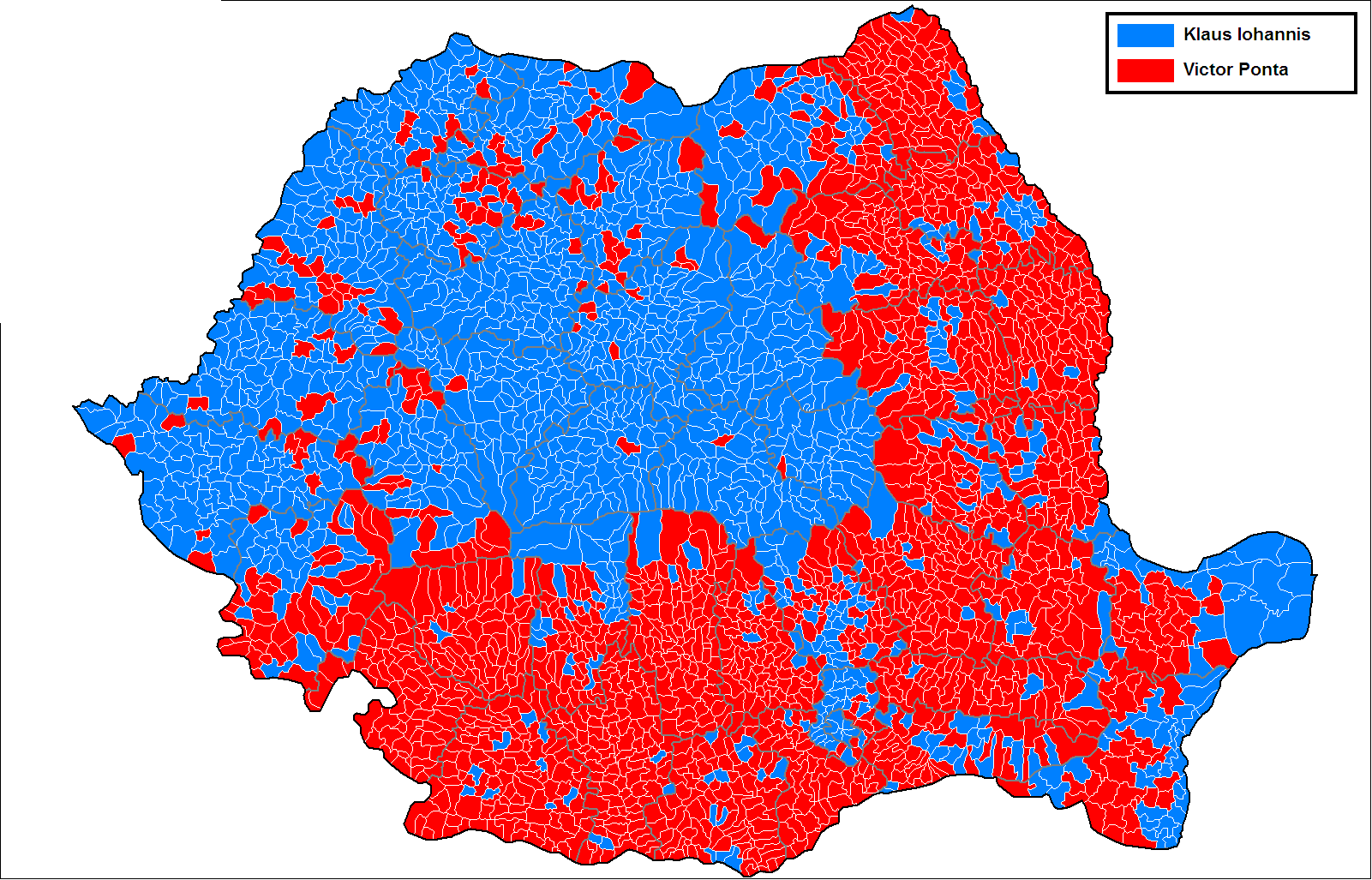
Rozložení podpory Victora Ponty (červená) a Klause Iohannise (modrá) ve 2. kole prezidentských voleb 2014

I když Ioannis v prvním kole ztratil na Pontu zhruba 10 procent hlasů, ve druhém kole sjednotil Pontovy odpůrce a zvítězil. Ponta jeho vítězství uznal ještě dřív, než volební komise vyhlásila byť jen předběžné výsledky. K volbám přišlo víc voličů než v prvním kole, Ponta získal jen 45,56 % hlasů.
Kvůli porážce ve volbách i kvůli opakovaným problémům s volbami v zahraničí byl Ponta opakovaně vyzván k rezignaci i na premiérský úřad, což ale odmítl.

### Korupční aféra
Rumunsko bylo dlouhodobě kritizováno Evropskou unií kvůli vysoké míře korupce. Vznikla proto speciální protikorupční prokuratura (DNA), mezi jejíž největší úspěchy bylo odsouzení bývalého premiéra Adriana Năstaseho, obvinění exministra financí Dariuse Vâlcova nebo odsouzení podnikatele v zemědělství a nejbohatšího Rumuna Ioana Niculaeho.
V červnu 2015 začala policie vyšetřovat kvůli podezření z korupce i samotného Pontu. Podezřívala ho z praní špinavých peněz, konfliktu zájmů, podvrhu a daňových úniků. Prezident Iohannis ho obratem vyzval k rezignaci na funkci, Ponta to ale odmítl. 9. června parlament odmítl zbavit Pontu imunity, vyšetřování tak pokračovalo pouze ve věcech z doby, kdy ještě nebyl premiérem. O tři dny později Pontova vláda uhájila svůj mandát při hlasování parlamentu o důvěře, o které se opozice pokusila jen manifestačně – v hlasování jí chybělo 278 hlasů.
Ponta se vymezil vůči DNA, když na svém facebookovém účtu napsal: „Nemohu se smířit s tím, že by protikorupční prokurátor stál výše než parlament, vláda a občané této země!“ Pokusil se též prosadit úpravy trestního zákoníku, které by pravomoci DNA a vůbec možnosti stíhání korupce omezily.
Podezření vyšetřovatelů se týkala advokátské praxe Ponty a období let 2007 a 2008. Tehdy měl od svého přítele Dana Sovy dostat sumu odpovídající 1,5 milionu korun, které pak vyúčtoval podvrženými fakturami. Tím měl způsobit škodu na neodvedených daních ve výši 51 tisíc lei, tj. zhruba 300 tisíc korun. Premiérského úřadu se pak dotýkalo jmenování Sovy do funkce ministra dopravy, kdy byl podle vyšetřovatelů Ponta v konfliktu zájmů, toto vyšetřování přerušilo rozhodnutí parlamentu, které odmítlo Pontovi odejmout imunitu.
12. července 2015 Ponta odstoupil z postu předsedy PSD, podle svých slov proto, aby se mohl lépe hájit. Absolvoval několik dlouhých výslechů na policii. 17. září byl Ponta obžalován z trestných činů padělání listin, daňových úniků a praní špinavých peněz. Následně se ho opozice znovu pokusila sesadit, ale ani 29. září nezískala v hlasování o nedůvěře v parlamentu většinu.
Podnětem k Pontově rezignaci se tak stal až požár v nočním klubu v Bukurešti, při kterém 30. října 2015 zemřelo 32 lidí. Při následujících protestech tisíce lidí vinily z tragédie i Pontovu vládu, a to kvůli korupci a neschopnosti dohlížet na dodržování bezpečnostních předpisů. Ponta odstoupil 4. listopadu.

## Soukromý život
Ponta je podruhé ženatý, tentokrát s dcerou senátora Ilie Sârbua, europoslankyni Dacianu Sârbuovou. Z prvního manželství má syna, z druhého dceru.

## Vyznamenání
- Řád republiky – Moldavsko, 2016[39]